# Parastichtis erythema
Parastichtis erythema är en fjärilsart som beskrevs av Henriot 1960. Parastichtis erythema ingår i släktet Parastichtis och familjen nattflyn. Inga underarter finns listade i Catalogue of Life.